# 周廷儒
周廷儒（1909年2月15日—1989年7月18日），生于浙江新登（今富阳），中国古地理学家。

## 生平
1927年毕业于嘉兴秀州中学，1933年毕业于中山大学地理系。1948年获美国加州大学伯克利分校硕士学位。1980年当选为中国科学院学部委员（院士）。曾任北京师范大学地理系教授、系主任。1987年获国家自然科学奖二等奖。